# Robert Wuhl
Robert Wuhl (Union, 9 ottobre 1951) è un attore e comico statunitense.

## Biografia
Nato e cresciuto ad Union, nel New Jersey, in una famiglia ebraica ashkenazita, si è laureato presso l'Università di Houston. Esordisce sul grande schermo nel 1980 con il film The Hollywood Knights, al fianco di Michelle Pfeiffer, e prende poi parte, in ruoli piccoli e non, a film come Flashdance, Good Morning, Vietnam, Bull Durham - Un gioco a tre mani, Amanti, primedonne e Guardia del corpo. Il ruolo cinematografico per il quale viene maggiormente ricordato, tuttavia, è quello del cronista d'assalto Alexander Knox nel film Batman di Tim Burton.
Nel 1985 compare nel videoclip del singolo di Madonna Material Girl.
Tra il 1996 e il 2002 ricopre il ruolo del protagonista nella serie televisiva Arli$$, della quale n'è stato il creatore, oltreché caposceneggiatore e produttore esecutivo.
Per due anni consecutivi (1991 e 1992) ha vinto il Premio Emmy per la miglior scrittura di un programma di varietà per le cerimonie dei Premi Oscar del 1991 e del 1992, scritte insieme a Billy Crystal.

## Filmografia parziale

### Cinema
- The Hollywood Knights, regia di Floyd Mutrux (1980)
- Flashdance, regia di Adrian Lyne (1983)
- Good Morning, Vietnam, regia di Barry Levinson (1987)
- Bull Durham - Un gioco a tre mani (Bull Durham), regia di Ron Shelton (1988)
- Batman, regia di Tim Burton (1989)
- Scandalo Blaze (Blaze), regia di Ron Shelton (1989)
- Missing Pieces, regia di Leonard Stern (1991)
- Amanti, primedonne (Mistress), regia di Barry Primus (1992)
- Guardia del corpo (The Bodyguard), regia di Mick Jackson (1992)
- Blue Chips - Basta vincere (Blue Chips), regia di William Friedkin (1994)
- Cobb, regia di Ron Shelton (1994)
- Open Season, regia di Robert Wuhl (1994)
- Dr. Jekyll e Miss Hyde (Dr. Jekyll and Ms. Hyde), regia di David Price (1995)
- Missione hamburger (Good Burger), regia di Brian Robbins (1997)
- Welcome to Hollywood, regia di Adam Rifkin (1998) - se stesso
- Contest, regia di Anthony Joseph Giunta (2013)
- Shirley, regia di Josephine Decker (2020)
- Saturday Night, regia di Jason Reitman (2024)

### Televisione
- Avvocati a Los Angeles (L.A. Law) – serie TV, episodio 1x22 (1987)
- Falcon Crest – serie TV, episodio 6x17 (1987)
- Moonlighting – serie TV, episodio 3x11 (1987)
- Arli$$ – serie TV, 80 episodi (1996-2002)
- Supergirl (2020) - cameo

## Doppiatori italiani
- Claudio Fattoretto in Bull Durham - Un gioco a tre mani, L'ultimo padrino
- Giorgio Lopez in Good Morning, Vietnam
- Saverio Moriones in Racconti di mezzanotte
- Stefano De Sando in Batman
- Romano Ghini in Scandalo Blaze
- Marco Mete in Amanti, primedonne
- Roberto Pedicini in Cobb
- Ugo Maria Morosi in Blue Bloods
- Paolo Maria Scalondro in Saturday Night

Da doppiatore è sostituito da:
- Alessio Cigliano in American Dad